# 38M Toldi

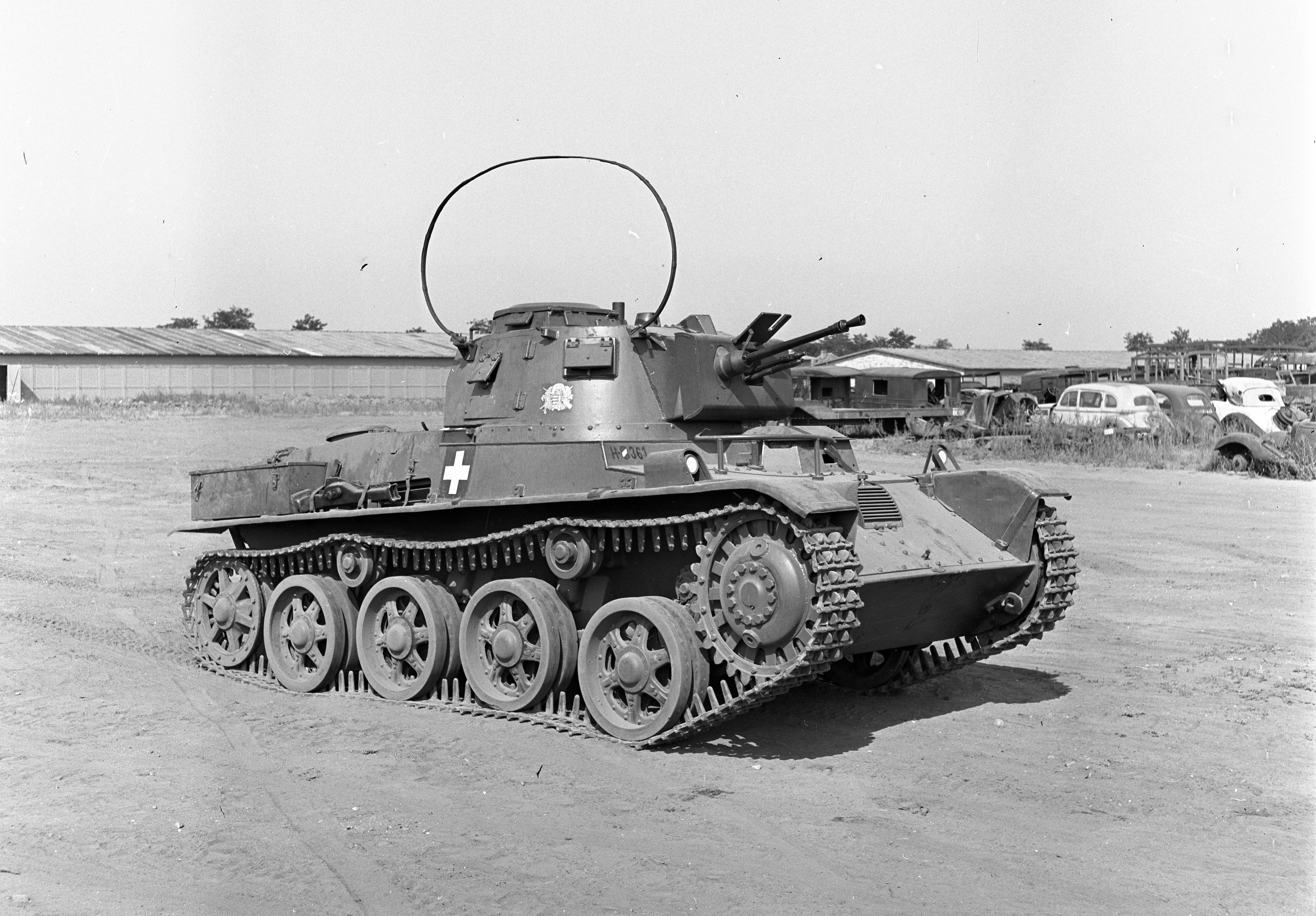
Kommandoversion des Toldi I mit Antenne

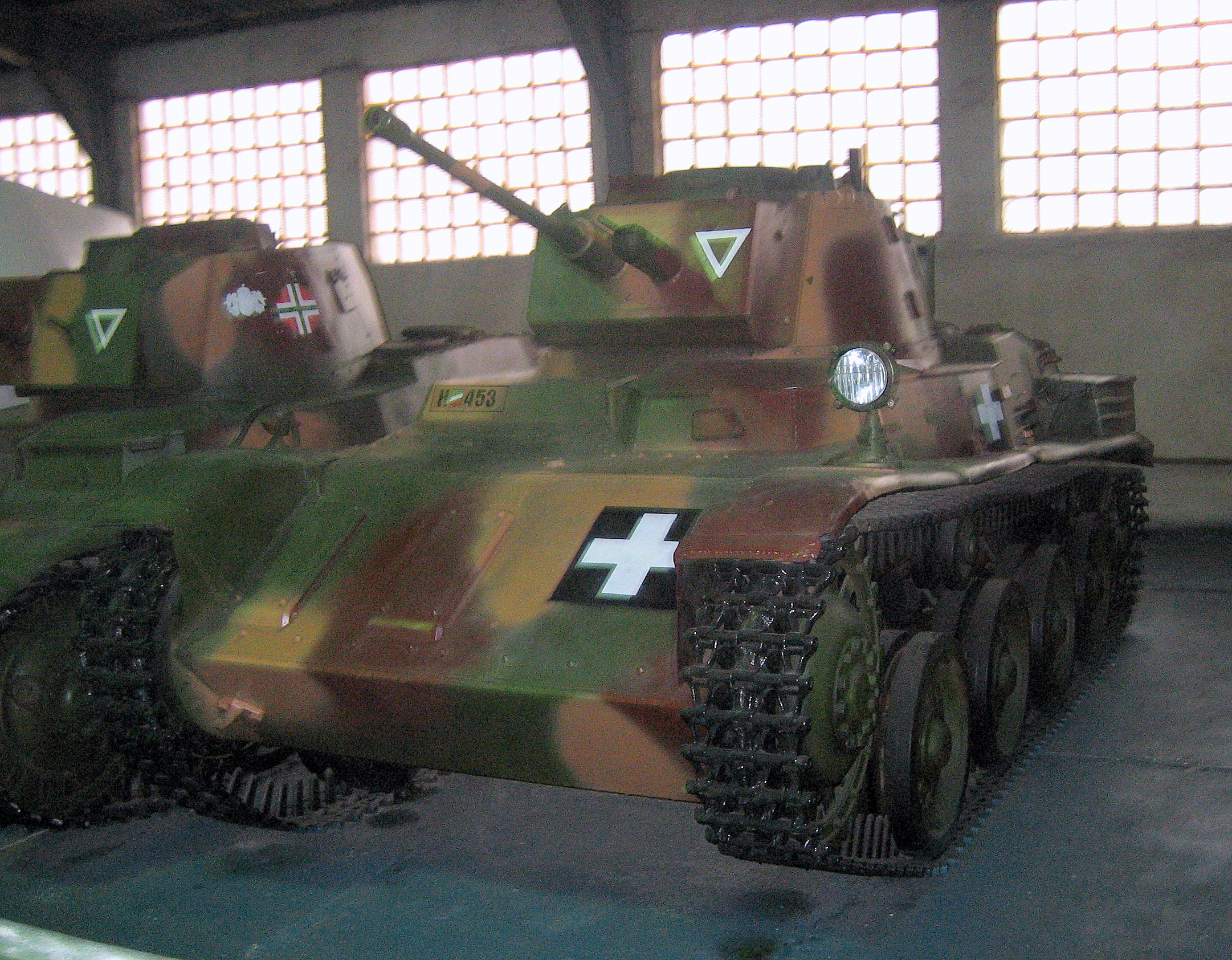
Toldi IIa im Panzermuseum Kubinka

Der Toldi war ein ungarischer leichter Panzer im Zweiten Weltkrieg, der zwischen 1939 und 1945 in mehreren Varianten gebaut wurde.

## Geschichte
Der Toldi war eine Adaption des schwedischen leichten Panzers Landsverk L-60 und wurde 1937 von der MÁVAG mit Unterstützung des Verteidigungsministeriums eingeführt. Seinen Namen erhielt er nach dem ungarischen Edelritter Miklós Toldi, der im 14. Jahrhundert lebte.
Das Design wurde zusammen mit dem von der ungarischen Manfréd Weiss Stahl- und Metallwerke AG entwickelten leichten Amphibienpanzer V-4 verschiedenen Vergleichstests unterzogen.
In den Versuchen erwies sich der L-60 gegenüber dem V-4, der einige Probleme aufwies, als überlegen. Das Design des L-60 wurde vor dem Produktionsbeginn durch den ungarischen Generalstab abgeändert. Der Generalstab empfahl Verbesserungen der Steuerung, des Getriebes, der Sichtmöglichkeiten und der Fahrwerksaufhängung.
Die Lizenz zur Produktion des L-60 wurde von den Unternehmen MÁVAG und Ganz&Co von Landsverk erworben und als leichter Panzer 38M Toldi I in die Produktion überführt. Das Ministerium bestellte jeweils 40 Stück von MÁVAG und Ganz. Die Produktion begann 1939. Die Hauptbewaffnung war, im Gegensatz zum schwedischen Panzer, auf eine 20-mm-Panzerbüchse 36M Solothurn mit einem koaxial montierten 34/37AM-Maschinengewehr abgeändert worden. Die 36M war halbautomatisch und verschoss 20-mm-Granaten mit einer Mündungsgeschwindigkeit von 735 m/s. Damit konnten rund 14 mm Panzerstahl auf 300 Meter Entfernung durchschlagen werden.

## Varianten

### Toldi I
Der 38M wurde neben der Standardversion auch als Führungsfahrzeug mit Ringantenne gebaut. Nach nur 81 Panzern wurde die Produktion des 38M „Toldi I“ zugunsten des 42M „Toldi II“ eingestellt. Die dünne Panzerung war den Erfordernissen der Zeit nicht mehr gewachsen und wurde dementsprechend beim Nachfolger verstärkt.

### Toldi II
Der 42M erhielt eine verstärkte Panzerung an der Fahrzeugwanne, die von 13 mm Dicke auf bis zu 30 mm aufwuchs. Die Abmessungen blieben gleich, aber das Gesamtgewicht erhöhte sich so auf 9,3 Tonnen. Bei gleicher Motorisierung wie sein Vorgänger 38M hatte der 42M so einen Kraft-Gewicht-Koeffizienten von 16,67 PS pro Tonne. Der Bodendruck stieg von 0,62 kg pro cm² auf 0,68 kg pro cm² und die Spitzengeschwindigkeit fiel auf 47 km/h.
Später wurde nach 110 gebauten 42M die Hauptbewaffnung von der 20-mm-Kanone auf eine 40-mm-Kanone mit 45 Kaliberlängen geändert. Das Modell wurde als „Toldi IIa“ bezeichnet, 80 Fahrzeuge der Version wurden gefertigt.

### Toldi III
Unter der Bezeichnung 43M wurden zwölf Fahrzeuge einer weiteren Version des Toldi mit vereinfachtem Turm und verstärkter Panzerung gebaut.